# Бідненко Степан Петрович
Степан Петрович Бідненко (нар. 15 листопада 1913, с. Макове, Чернігівська губернія, Російська імперія — 13 листопада 1980, Алушта, Кримська область, УРСР, СРСР) — радянський офіцер, танкіст, учасник німецько-радянської війни, командир взводу 51-го гвардійського танкового полку 10-ї гвардійської механізованої бригади 5-го гвардійського механізованого корпусу 4-ї гвардійської танкової армії 1-го Українського фронту, Герой Радянського Союзу (27.06.1945), гвардії лейтенант.

У повоєнні роки — директор школи, заслужений вчитель УРСР.

## Біографія
Народився 15 листопада 1913 року в селі Макове, нині Шосткинського району Сумської області (Україна), в селянській родині. Українець. Член ВКП(б) з 1943 року. У селі Макове закінчив початкову школу, а в селі Вороніж Шосткинського району — семирічку. Після закінчення Чернігівського учительського інституту працював учителем, потім-директором Ходинской семирічної школи Глухівського району.
У липні 1941 року призваний до лав Червоної армії. З серпня 1942 року брав участь у боях проти німецьких загарбників. Воював на Північно-Кавказькому, 1-му Українському і 2-му Українському фронтах. Був тричі поранений і контужений.
Командир взводу 51-го гвардійського танкового полку (10-я гвардійська механізована бригада, 5-й гвардійський механізований корпус, 4-я гвардійська танкова армія, 1-й Український фронт) гвардії лейтенант Бідненко відзначився в боях під Берліном. У ніч на 22 квітня 1945 року полк успішно відбивав атаки переважаючих сил противника в районі міста Тройенбрицен (Німеччина), які намагалися пробитися в оточений Берлін. Потім полк здійснив 200-кілометровий марш від Берліна до Праги. Вранці 9 травня 1945 року танковий взвод Бідненка одним з перших з боєм увірвався в столицю Чехословаччини.
Указом Президії Верховної Ради СРСР від 27 червня 1945 року за мужність і відвагу, проявлені в боях із фашистськими загарбниками, гвардії лейтенанту Бідненку Степану Петровичу присвоєно звання Героя Радянського Союзу з врученням ордена Леніна і медалі «Золота Зірка» (№ 8812).
Після війни демобілізований. Повернувся на батьківщину. У 1948 році призначений директором школи в селі Перемога Глухівського району Сумської області. У 1951 році закінчив Сумський педагогічний інститут. З 1970 року — на заслуженому відпочинку.
Кілька років прожив у селищі Рибаче поблизу Алушти. У 1979 році отримав квартиру і останній рік жив у місті Алушті. Помер 13 листопада 1980 року. Похований в Алушті.

## Нагороди та звання
- Медаль «Золота Зірка» Героя Радянського Союзу (№ 8812; 27.06.1945)
- Орден Леніна (27.06.1945)
- Орден Червоного Прапора (25.05.1945)
- Орден Червоної Зірки (26.02.1944)
- Медалі, в тому числі:
  - Медаль «За трудову відзнаку»
  - Медаль «За перемогу над Німеччиною у Великій Вітчизняній війні 1941—1945 рр.»
  - Медаль «20 років перемоги у Великій Вітчизняній війні 1941—1945 рр.»
  - Медаль «30 років перемоги у Великій Вітчизняній війні 1941—1945 рр.»
- Заслужений вчитель УРСР.

## Пам'ять
У селі Макове Шосткинського району Сумської області на приміщенні колишньої початкової школи, у якій навчався С. П. Бідненко, встановлена меморіальна дошка. А також в селі Макове є вулиця Бідненка, названа на честь героя.
У селищі Рибаче поблизу Алушти в 1985 році колишня вулиця Набережна перейменована у вулицю Бідненка. Навесні 2015 року на огорожі будинку № 17 була встановлена меморіальна дошка. У клубі села Рибаче зроблений куточок пам'яті Героя. Ще є (2015) люди, які його особисто знали і відгукуються про нього дуже тепло.